# Ariadna scabripes
Ariadna scabripes là một loài nhện trong họ Segestriidae.
Loài này thuộc chi Ariadna. Ariadna scabripes được William Frederick Purcell miêu tả năm 1904.